# Макапа (аэропорт)
Международный аэропорт Макапа (порт. Aeroporto Internacional de Macapá) также известен под названием Аэропорт Альберту Альколумбре (Aeroporto Alberto Alcolumbre) (Код ИАТА: MCP) — бразильский аэропорт, обслуживающий город Макапа, штат Амапа. В аэропорту производятся региональные и национальные рейсы. Аэропорт также имеет способность принимать самолёты среднего класса, такие, как: Boeing 737, Fokker 100 и Airbus A320. В настоящее время аэропорт занимает 32-е место среди самых загруженных аэропортов Бразилии.
Управляется компанией Infraero.

## История
Международный аэропорт Альберту Альколумбре, был спроектирован архитектором Мичеревым. Площадь аэропорта составляет 12 838 316 м². Площадь авиационного сектора составляет 11 000 м². Конструкция терминала имеет два уровня. На первом уровне расположены следующие области: стойка регистрации, национальный и международный залы прилёта и вылета, закусочные, государственные органы. На втором уровне расположен административный блок компании Infraero, комната налогового управления и терраса.
Размер взлётно-посадочной полосы составляет 2100 м. длины и 45 м. ширины. Площадь гражданской авиации составляет 10 900 м² со способностью принятия 12 самолётов. Аэропорт имеет возможность принимать также самолёты типа Embraer (E-110).

## Количество пассажиров
| Год           | Количество пассажиров | %       | Место национальное |
| ------------- | --------------------- | ------- | ------------------ |
| 2003          | 324 170               | ---     | 26                 |
| 2004          | 392 775               | + 21,1% | 25                 |
| 2005          | 414 481               | + 5,5%  | 29                 |
| 2006          | 480 377               | + 15,8% | 28                 |
| 2007          | 526 570               | + 9,6%  | 26                 |
| 2008          | 493 999               | - 6,1%  | 27                 |
| 2009          | 469 836               | - 4,8%  | 32                 |
| сентябрь 2010 | 390 071               |         |                    |